# Бернијер
Бернијер (фр. Bernières) насеље је и општина у северној Француској у региону Горња Нормандија, у департману Приморска Сена која припада префектури Авр.
По подацима из 2011. године у општини је живело 670 становника, а густина насељености је износила 101,06 становника/km². Општина се простире на површини од 6,63 km². Налази се на средњој надморској висини од 142 метара (максималној 142 m, а минималној 110 m).

## Демографија
| 1962. | 1968. | 1975. | 1982. | 1990. | 1999. | 2011. |
| ----- | ----- | ----- | ----- | ----- | ----- | ----- |
| 428   | 471   | 572   | 549   | 578   | 544   | 670   |

График промене броја становника у току последњих година